# Medicine Hat (archäologischer Fundplatz)
Medicine Hat ist, neben der Bezeichnung einer Stadt im Südosten der kanadischen Provinz Alberta, etwa 300 km südöstlich von Calgary, ein archäologischer Fundplatz am South Saskatchewan River. Er liegt etwa 80 km von der Taber site entfernt. Nur zwei Artefakte ließen sich sicher als Spur menschlicher Anwesenheit deuten, wohingegen die Fundstätte für die Naturgeschichte von erheblicher Bedeutung ist.

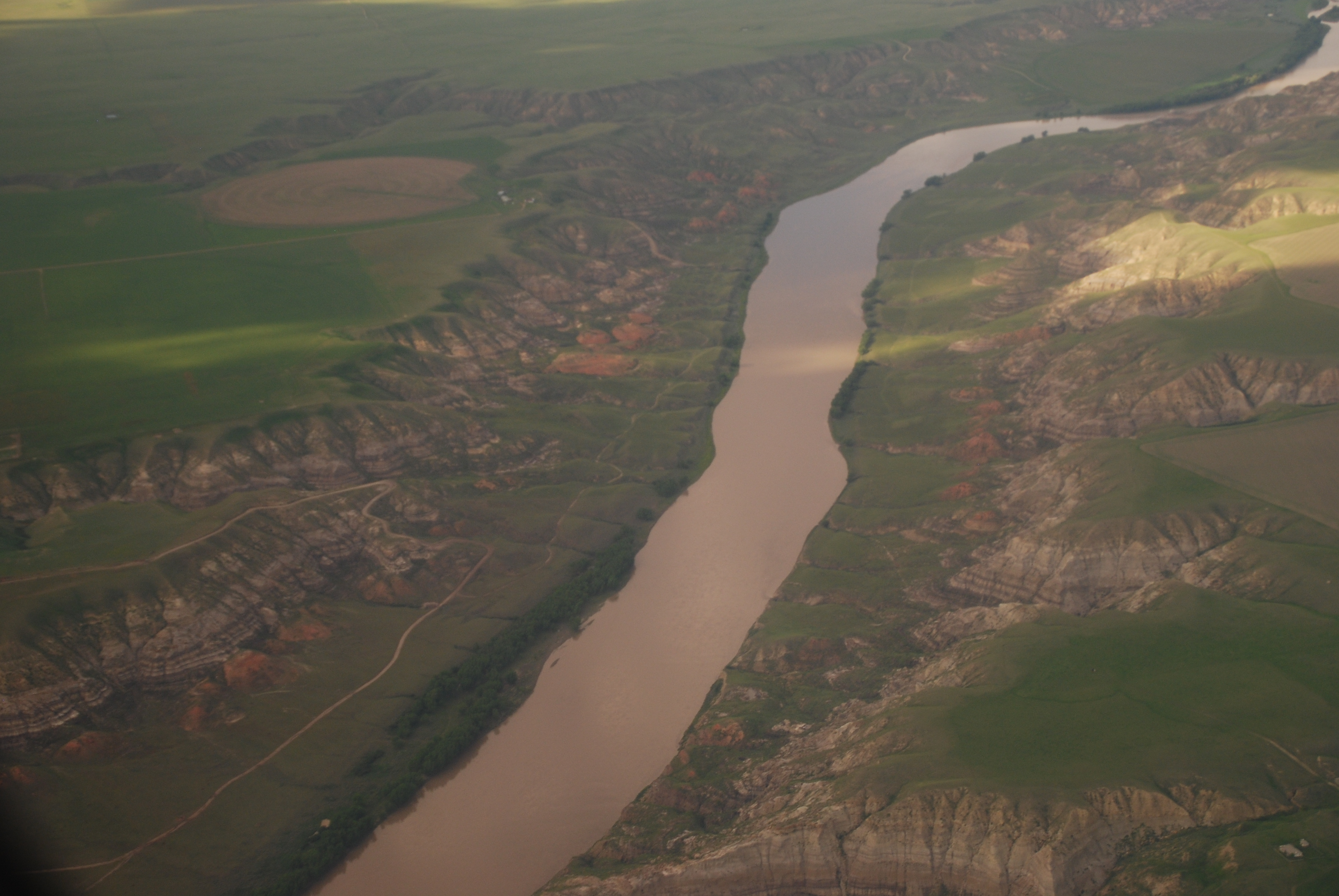
Der South Saskatchewan bei Medicine Hat

Am South Saskatchewan waren 2011 zwölf Fundplätze bekannt, von denen westlich von Medicine Hat die Plätze Surprise Bluff und Reservoir Gulley Hornstein-Fragmente lieferten, ebenso nördlich von Medicine Hat Evil Smelling Band sowie 9 km nördlich von Medicine Hat Mitchell Bluffs und Island Bluff.
1968 und 1969 fanden in Mitchell Bluffs, unter der Leitung von Ronald M. Getty, W. J. Elliot und Colin Poole, und 1970 in Reservoir Gulley Ausgrabungen statt, die vor allem der Suche nach paläontologischen Arten dienen sollten. Da das sogenannte artifact band 94 m unter der Erdoberfläche lag, wurden diese Massen an Till und Sand mit Planierraupen abgetragen, so dass diese Arbeiten erst etwa 60 cm oberhalb des Bandes endeten. In diesem Band fand man Mammute, Pferde und Esel, Kamele und Karibus, Elche, Bisons und Antilopen aus der letzten Kaltzeit (Wisconsin glaciation). In Reservoir Gulley fand man aus dem mittleren Wisconsin unter drei Metern Sand und darüber wiederum 50 Meter Tilt neben Mammut, Esel und Kamel auch Aenocyon dirus, eine vor etwa 10.000 Jahren ausgestorbene Wolfsart, die in Kanada als dire wolf bezeichnet wird, und Säbelzahntiger.
Doch nun kamen die Ausgrabungen angesichts von scheinbar menschlichen Artefakten, dazu Knochen, zum Stillstand, worüber sich Geologen und Paläobotaniker beklagten.
Nur noch typologisch ließen sich aus dem Abraum Artefakte aus der Zeit um 2500 v. Chr. ungefähr datieren. Insgesamt fand man etwa 8000 Fragmente von Cherts. Da sie in beiden Fundstätten sehr ähnlich waren, wurden sie als ein zusammengehörendes Sample untersucht. Nur ein einziges Fragment konnte als vollständiges Werkzeug identifiziert werden, das 2,5 × 2,5 × 0,5 cm maß. Alle anderen waren Bruchstücke und Splitter. Ebenfalls nur ein einziges Werkzeug bestand aus Quarzit, nicht wie die übrigen aus Hornstein. Statistische Untersuchungen und Vergleiche ergaben, dass die „Hornsteinfragmente“ keine menschlichen Artefakte, sondern auf natürliche Weise, durch Druck, Reibung und Rotation, aber auch durch Wettereinflüsse entstanden waren. Menschliche Knochen wurden gleichfalls nicht gefunden.